# 出走宣言—四十春記
《出走宣言-四十春記》（韓語：가출선언 사십춘기）是韓國MBC電視台的綜藝節目，由權相佑及鄭埻夏出演。節目由2017年1月28日至2月11日於每週六晚上18:20-19:55播放，替代因綜藝節目《無限挑戰》停播七星期而空出的時段（其餘四星期將播放《無限挑戰》特輯）。
節目描述了卸下家長重擔，重新夢想青春的老爸出走記。透過沒有計畫、無劇本的旅行，讓爸爸們再次想起20歲時的青春和熱情，更加珍惜平凡的日常生活。

## 各集資訊
- 前往地點：俄羅斯海參崴

## 收視率
以下紀錄《出走宣言-四十春記》節目之全國收視，紅色表示為最高收視率，藍色則表示為最低收視率。
| 集數 | 播放日期 | TNmS 收視 | TNmS 收視 | AGB 收視 | AGB 收視 |
| 集數 | 播放日期 | 全國      | 首都圈    | 全國     | 首都圈   |
| ---- | -------- | --------- | --------- | -------- | -------- |
| 1    | 1月28日  | 6.7%      | 7.0%      | 6.3%     | 6.4%     |
| 2    | 2月4日   | 5.7%      | 7.0%      | 5.7%     | <5.9%    |
| 3    | 2月11日  | 6.0%      | 5.9%      | 6.2%     | 6.6%     |

## 同時段競爭節目
- KBS：《不朽的名曲：傳說在歌唱》
- SBS：《白鍾元的三大天王》

## 海外播放
| 播出時間                           | 平台／頻道   | 播放區域                 | 配音 | 字幕                             |
| 同步跟播（韓國播出後24小時內播出） |              |                          |      |                                  |
| 2017/01/28                         | Viu          | 香港、 新加坡            | 原音 | 繁體中文、簡體中文、印尼語、英文 |
| 非同步播出                         |              |                          |      |                                  |
| 2017/02/03                         | Oh!K TV Asia | 香港、 新加坡、 马来西亚 | 原音 |                                  |